# Szíria zászlaja
Szíria zászlaja egy háromsávos zöld-fehér-fekete színű zászló, melynek fehér sávjában három ötágú vörös csillag található. A szíriai lakosság gyakran nevezi a zászlót "Függetlenségi zászló"-nak is, amely a Franciaországtól, és az Aszad-rezsimtől való felszabadulásra utal.
A zászlót először 1930-ban kezdték használni, amikor Szíria még francia mandátum alatt volt. Az akkori zászló mindössze csak a méretarányokban tért el a jelenlegi zászlótól. A zászlót Szíria függetlenségekor, valamint az Egyesült Arab Köztársaság felbomlásakor is használták. A Baasz Párt 1963-as hatalomátvételét követően az akkori zászlót pánarab színekre cserélték ki, majd 1980-tól az egykori Egyesült Arab Köztársaság zászlaját vezették be Szíria nemzeti lobogójaként. A "függetlenségi zászlót" ezután a szíriai polgárháborúig nem használták, majd a polgárháború kitörésekor az ellenzék zászlajává, szimbólumává vált. A zászlót végül az Aszad-rezsim bukását követően kezdték el újra hivatalosan használni.

## Korábbi zászlók

A Szíriai Arab Királyság zászlaja (1920)
Francia Szíria zászlaja (1920-1930)
A Szíriai Köztársaság zászaja (1930-1958, 1961-1963)
Az Egyesült Arab Köztársaság zászlaja
A Szíriai Arab Köztársaság zászlaja (1963-1972)
Szíria zászlaja az Arab Köztársaságok Szövetsége részeként (1972-1980)
A Szíriai Arab Köztársaság zászlaja (1980-2024)